# トヨタさわやかパトロール
トヨタさわやかパトロールは、朝日放送ラジオ（ABCラジオ）で1977年5月2日から1991年10月5日まで放送されていた情報番組。
土曜日は「トヨタ・ウイークエンド・パトロール」の番組名で放送、本項ではこれらについても説明。
前番組は、1967年7月から、当時、平日の夕方の時間帯に放送されていた『空からこんにちは』の月曜日から土曜日の午前版である『空からこんにちは～トヨタ・スカイパトロール～』で、この番組の放送が終了することに伴い、この番組の冠スポンサーだったトヨタ自動車がそのままこの後継番組の冠スポンサーに就いた。
放送時間は主に、平日の「さわやか」、土曜の「ウイークエンド」共に11:00〜11:45。
1980年代後半期、1987年9月までは金曜日はABCエキスタからの生放送を行っていた。
なお、「さわやか」の終了後に同時間帯で開始されたワイド番組『立原啓裕の昼はおまかせ!電リクだぁ!!』についても、引き続き11時台をトヨタ自動車提供とした。

## 出演者

### 平日
※特に注記の無い場合は月曜〜金曜通しての出演
- 高石義種（月〜水、1977年5月〜1979年）[6][7][8]
- 堀江誠二（月〜水、1979年〜1981年3月）[9]
- 花井悠（木・金、1977年5月〜1981年3月）[6][7][9]
- 中村京子（月〜金、1977年5月〜1981年3月）[6][7]
- 船場太郎（1981年4月〜1987年9月）[10][11]
- 渡辺節子（1981年4月〜1983年9月）[10][11]
- 伊藤由紀子（1983年10月から）[11]
- 阪口佳澄（1986年当時、1987年9月まで）[4][5]
- 小田寿一（1987年10月〜1989年3月）[5][12]
- 原彰（1987年10月〜1990年9月）[5][12]
- 岡野多香子（1987年10月〜1990年9月）[5][12]
- 中原秀一郎（1989年4月〜1991年9月）[5]
- 西岡幸子（1990年10月〜1991年9月）[5]
- 桂坊枝（1990年10月〜1991年9月）[5]
- 桂珍念（1990年10月〜1991年9月）[5]

### 土曜
- 乾龍介（1977年〜1986年9月）[8][11][4]
- 加藤鈴子（1977年当時）[8]
- 難波ますみ（1980年当時、1981年3月まで）[9]
- 川端友子（1981年4月から）[10][11]
- 斉藤尚子（1986年当時、1987年9月まで）[4]
- 村井守（1986年10月〜1991年3月）[5]
- 桶村久美子（1987年10月〜1991年9月）[5]
- 金木賢一（1991年4月〜1991年9月）[5]

## コーナー
- レッツゴーレポーター （1977年当時）[8]
- 夕刊レーダー （1977年当時）[8]
- つり教室 （1977年当時）[8]
- テレフォンコーナー[10][11]
- さわやかレポート[10][11]
- 電話クイズ[10][11]
- 日替わりコーナー
  - ラジオでワイワイ （1981年4月当時・月曜）[13]
  - うちのお父チャン （1981年10月〜1982年3月・月曜）[10]
  - おいでやす○○さん （1982年4月〜1983年9月・月曜）[11]
  - ママちゃん弁護弁 （1983年10月から・月曜）[11]
  - 今日喜多代の人生相談 （1986年当時・月曜）[4]
  - 旅のダイヤル1008 （1987年4月当時、月曜）[5]
  - 今週の質問箱 （1981年4月当時・火曜）[13]
  - 一丁かみ大集合 （1981年〜1983年当時・火曜）[10][11]
  - 今夜のおかず何? （1986年当時・火曜）[4]
  - ごちそうさまプレゼント （1981年10月〜1982年3月・水曜 → 1982年4月〜1983年3月・金曜 → 1983年4月〜1983年9月・水曜 → 1983年10月〜・木曜）[10][11]
  - あっちこっち節子さん （1982年4月〜1982年9月・水曜）[11]
  - ふだん着の中国語 （1982年10月〜1983年3月・水曜）[11]
  - 習ろちゃろ教室 （1983年10月から・水曜）[11]
  - お母ちゃんに聞いたろ （1986年当時・水曜）[4]
  - だれにも言いなや （1987年4月当時、水曜）[5]
  - 虫くい名言集 （1981年4月当時・木曜）[13]
  - さわやか大辞典 （1981年4月当時・水曜 → 1981年10月から木曜）[13][10][11]
  - ちょっとそこまで （1986年当時・木曜）[4]
  - 聞いてきました、見てきました （1987年4月当時、木曜）[5]
  - おいしいメモ （1981年4月当時・金曜）[13]
  - 聞いてちょうだい云うてみなはれ （1981年10月〜1983年3月・金曜）[10]
  - 歌のゲスト （1983年4月〜1986年・金曜）[11][4]
  - あがり目、さがり目 （1983年10月から・金曜）[11]
  - 一風のエキスタ占い （1987年4月当時、金曜　出演：柏原一風）[5]